# Regione 5' non tradotta
 La regione 5′ non tradotta (nota anche come 5′ UTR, sequenza iniziale, iniziale di trascrizione o RNA iniziale) è la regione di un RNA messaggero (mRNA) che si trova direttamente a monte (direzione 5') del codone d'inizio. Questa regione è importante per la regolazione della traduzione di un trascritto mediante differenti meccanismi nei virus, nei procarioti e negli eucarioti. Anche se chiamato non tradotto, il 5′ UTR o una parte di esso viene talvolta tradotto in un prodotto proteico. Questo prodotto può quindi regolare la traduzione della sequenza codificante principale dell'mRNA. In molti organismi, tuttavia, il 5 'UTR è rimane completamente non tradotto, formando invece una complessa struttura secondaria per regolare la traduzione.
È stato scoperto che il 5 'UTR interagisce con le proteine relative al metabolismo e sequenza proteica di trascrizione all'interno del 5′ UTR. Inoltre, questa regione è stata coinvolta nella regolazione della trascrizione, come il gene letale del sesso nella Drosophila. Gli elementi regolatori all'interno dei 5' UTR sono stati collegati all'esportazione di mRNA.

## Struttura generale

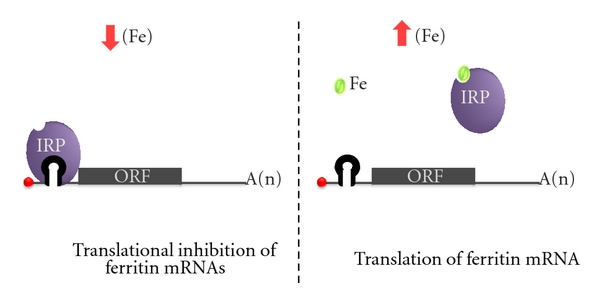
Il legame di una proteina regolatrice del ferro (PRF) e di un elemento di risposta al ferro (ERF), che sono delle strutture a forcina, regola la traduzione.